# Font de la Ginebrosa
La font de la Ginebrosa és una font de l'antic terme d'Hortoneda de la Conca, pertanyent a l'actual municipi de Conca de Dalt, al Pallars Jussà, en terres dels Masos de la Coma.
Està situada a 1.632 m d'altitud, a la part nord-est del municipi, a la capçalera de la llau de la Ginebrosa, a migdia del paratge del mateix nom, al nord de les Obaguetes.